# Стеценко Вадим Олександрович
Вади́м Олекса́ндрович Стеце́нко (17 грудня 1989 — 31 серпня 2014) — старший солдат Збройних сил України. Учасник російсько-української війни.

## Життєпис
Народився і виростав у селі Миколаївка, батьки виховували Вадима та сестру. Займався спортом, грав у футбол і баскетбол. Закінчив загальноосвітню школу села Миколаївка Сумського району; Сумський аграрний технікум, здобув фах юриста. Пройшов строкову службу, повернувся до Миколаївки. Працював у селі Кровне на підприємстві «Сумський бекон» — завідував складом готової продукції. Одружився, з Оленою планували подружнє життя.
Мобілізований у березні 2014-го, старший навідник РСЗВ «Ураган», 27-й реактивний артилерійський полк. З початку липня виконує завдання у зоні ведення бойових дій. У липні побував вдома у короткотерміновій відпустці.
31 серпня 2014-го загинув разом з ще трьома військовослужбовцями під час обстрілу вогневих позицій полку терористами біля міста Щастя. Упізнаний в дніпропетровському морзі за тестом ДНК.
Без Вадима лишилися дружина Олена і батьки Людмила й Олександр.
Похований у своєму селі, в останню дорогу проводили жителі сіл Миколаївки та Кровного.

## Нагороди
- орденом «За мужність» III ступеня (23.5.2015, посмертно)
- Його портрет розміщений на меморіалі «Стіна пам'яті полеглих за Україну» у Києві: секція 4, ряд 4, місце 1
- 31 серпня 2015 року його честі відкрита меморіальна дошка в Миколаївському навчально-виховному комплексі[2]
- Вшановується 31 серпня на щоденному ранковому церемоніалі вшанування українських захисників, які загинули цього дня у різні роки внаслідок російської збройної агресії[3]